# Grințieș
Grințieș è un comune della Romania di 2 557 abitanti, ubicato nel distretto di Neamț, nella regione storica della Moldavia. 
Il comune è formato dall'unione di tre villaggi: Bradu, Grințieș, Poiana.